# バン (鳥類)
バン（鷭、学名：Gallinula chloropus）とは、ツル目クイナ科に分類される鳥。季語、三夏。

## 形態
体長は35 cmほどで、ハトくらいの大きさ。翼開長は52 cmほど。成鳥のからだは黒い羽毛におおわれるが、背中の羽毛はいくらか緑色をおびる。額にはくちばしが延長したような「額板」があり、繁殖期には額板とくちばしの根もとが赤くなる。足と足指は黄色くて長く、幼鳥はからだの羽毛がうすい褐色で、額板も小さい。

## 分布
オセアニアを除く全世界の熱帯、温帯に広く分布し、中央アジアや沿海州、アメリカ東部などで繁殖したものは冬には暖地へ移動する。日本では東日本では夏鳥で、西日本では留鳥となる。分布域が広く、地域ごとにいくつもの亜種に分かれている。

## 生態

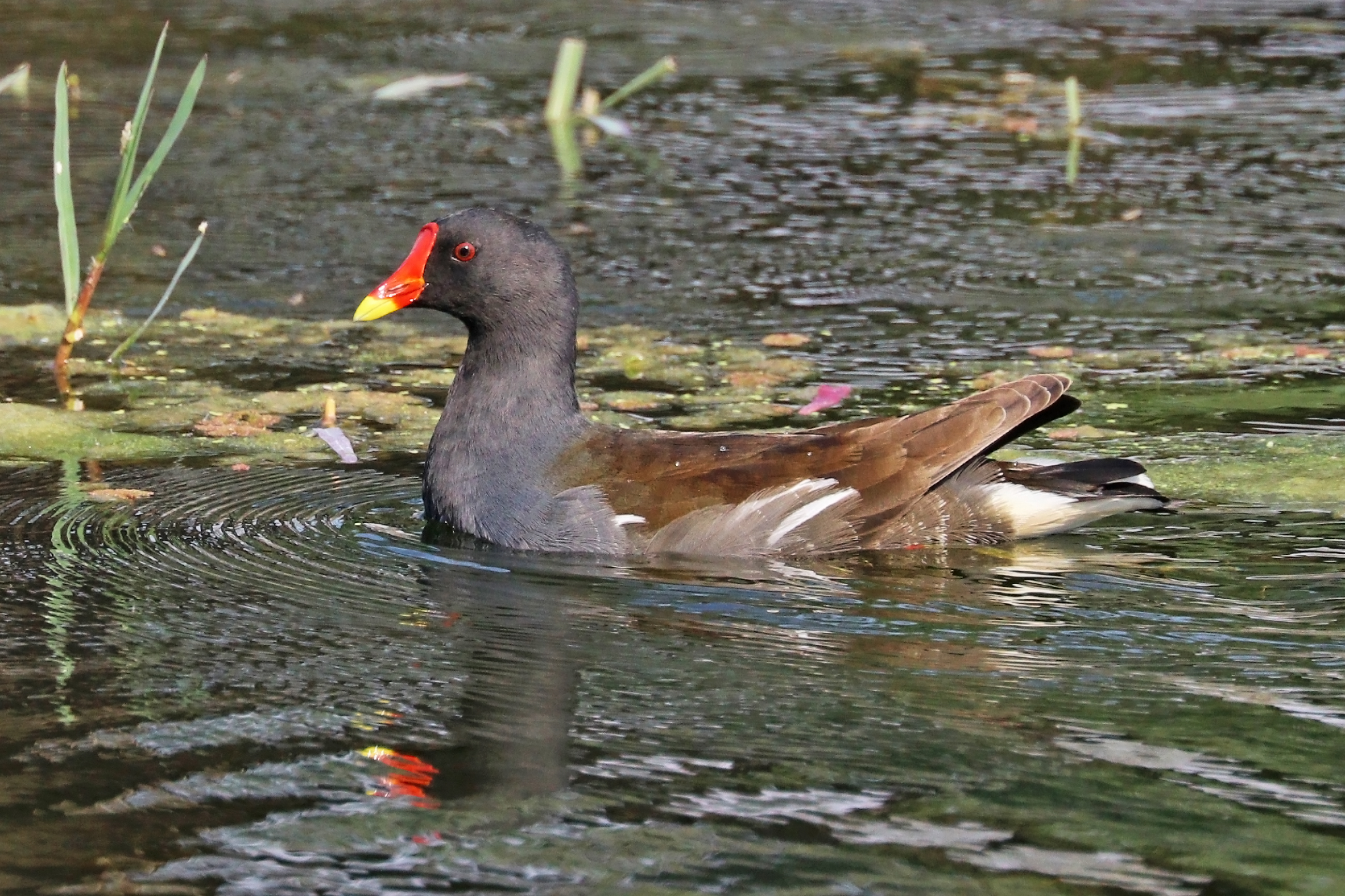
水上を泳ぐバン

湖沼、川、水田、湿地などに生息するが、公園の池などにも生息することがある。長い足を高く上げながら水際や浮いた水草の上を歩き回る。泳ぐことも水にもぐることもできるが、足に水かきはなく、尾が高く上がった前のめりの姿勢でぎこちなく泳ぐ。食性は雑食性で、昆虫、甲殻類、植物の種などいろいろなものを食べる。「クルルッ」と大きな声で鳴き、この声から水田を外敵から守る「番」をしている鳥として名前の由来になったとされる。
水辺に巣を作るが、ヒナは生まれてすぐに歩くことができ、巣立ちも早い。成鳥はひと夏に2回繁殖することもあるが、2度目の繁殖では1度目のヒナがヘルパーとして両親の手助けをすることもある。

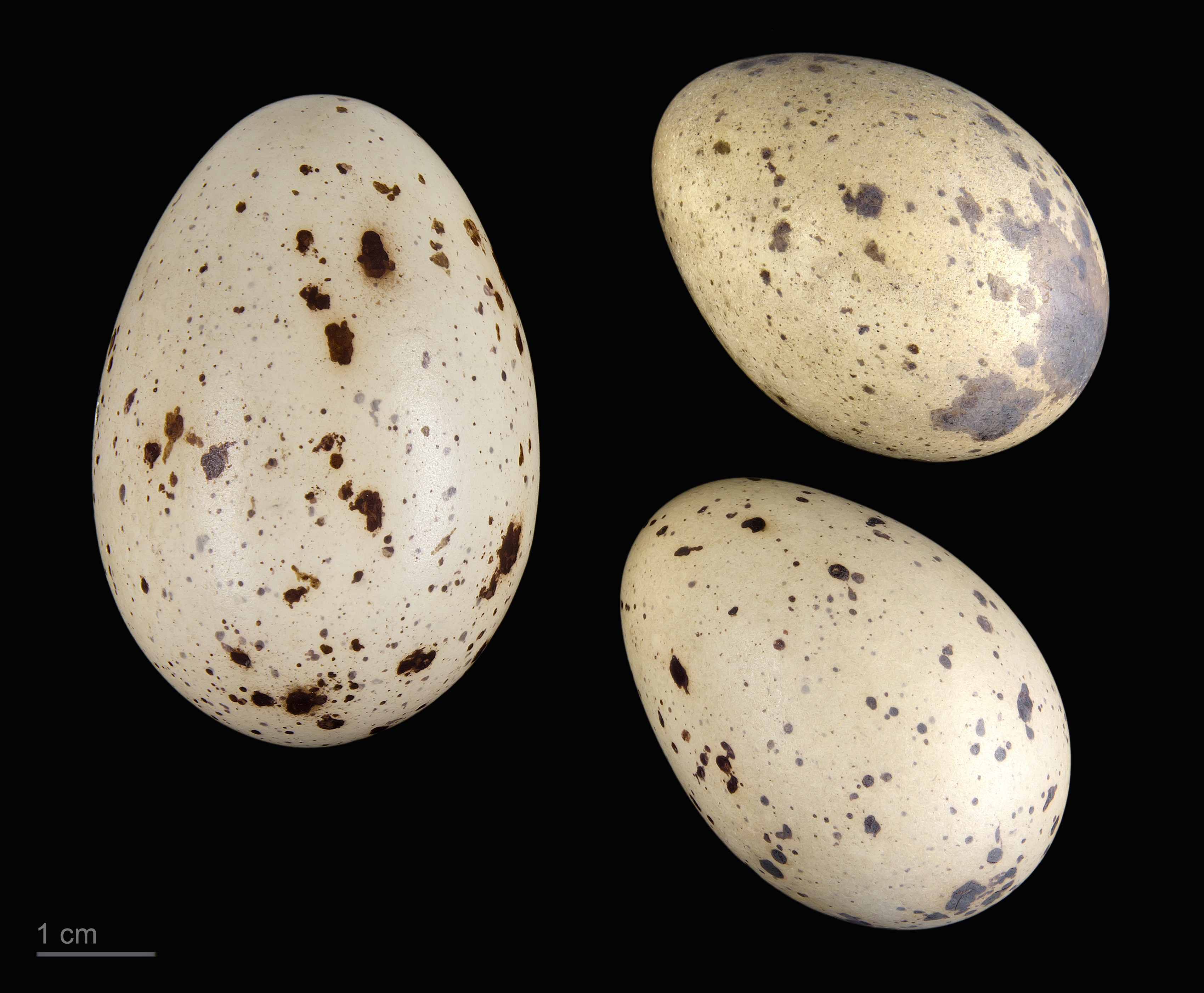
Gallinula chloropus

## 人との関わり
江戸時代の頃には「三鳥二魚」と呼ばれる5大珍味の1つに数えられていた。水戸藩から皇室に献上されていた郷土料理である。三鳥二魚とは、鳥＝鶴（ツル）、雲雀（ヒバリ）、鷭（バン）、魚＝鯛（タイ）、鮟鱇（アンコウ）のことである。
バンは狩猟鳥獣28種の1つとされており、三鳥の中で唯一狩猟免許所持者による捕獲が可能であったが、2016年から2021年にかけて行われた全国鳥類繁殖分布調査で個体数が減少していることが判明。環境省での審議を経て、2022年9月よりゴイサギとともに狩猟鳥獣の指定が解除され、狩猟対象鳥獣ではなくなった。

## 種の保全状況評価
国際自然保護連合（IUCN）により、軽度懸念（LC）の指定を受けている。
日本の以下の都道府県でレッドリストの指定を受けている。
- 準絶滅危惧（NT） - 青森県、福島県、埼玉県、千葉県、滋賀県
- 情報不足（DD）- 東京都
- その他 - 岩手県